# City on Fire
'City on Fire' es una serie de televisión de género drama que se estrenara el 12 de mayo del 2023 en Apple TV+. protagonizado por Jemima Kirke, Ashley Zukerman, Kathleen Munroe, Nico Tortorella, John Cameron Mitchell, Omid Abtahi, Alexandra Doke y Wyatt Oleff.

## Argumento
En «Ciudad en llamas», una estudiante de la universidad de Nueva York es tiroteada en Central Park el 4 de julio de 2003. Samantha está sola, no hay testigos y existen pocas pruebas físicas. El grupo de sus amigos está tocando en su club favorito del centro, pero ella se marcha porque ha quedado con alguien y promete regresar. No lo hace. Cuando el crimen de Samantha es investigado, se revela que ella es el vínculo clave entre una serie de misteriosos incendios en la zona, la escena musical de la ciudad y una adinerada familia de la zona norte dedicada a los bienes inmuebles que sufre las tensiones de los múltiples secretos que esconde.

## Reparto
- Chase Sui Wonders como Samantha
- Wyatt Oleff como Charlie
- Jemima Kirke como Regan
- Ashley Zukerman como Keith
- Kathleen Munroe como Det. PJ McFadden
- Nico Tortorella como William
- John Cameron Mitchell como Amory
- Omid Abtahi como Det. Ali Parsa
- Alexandra Doke como Sewer Girl